# Mão gai

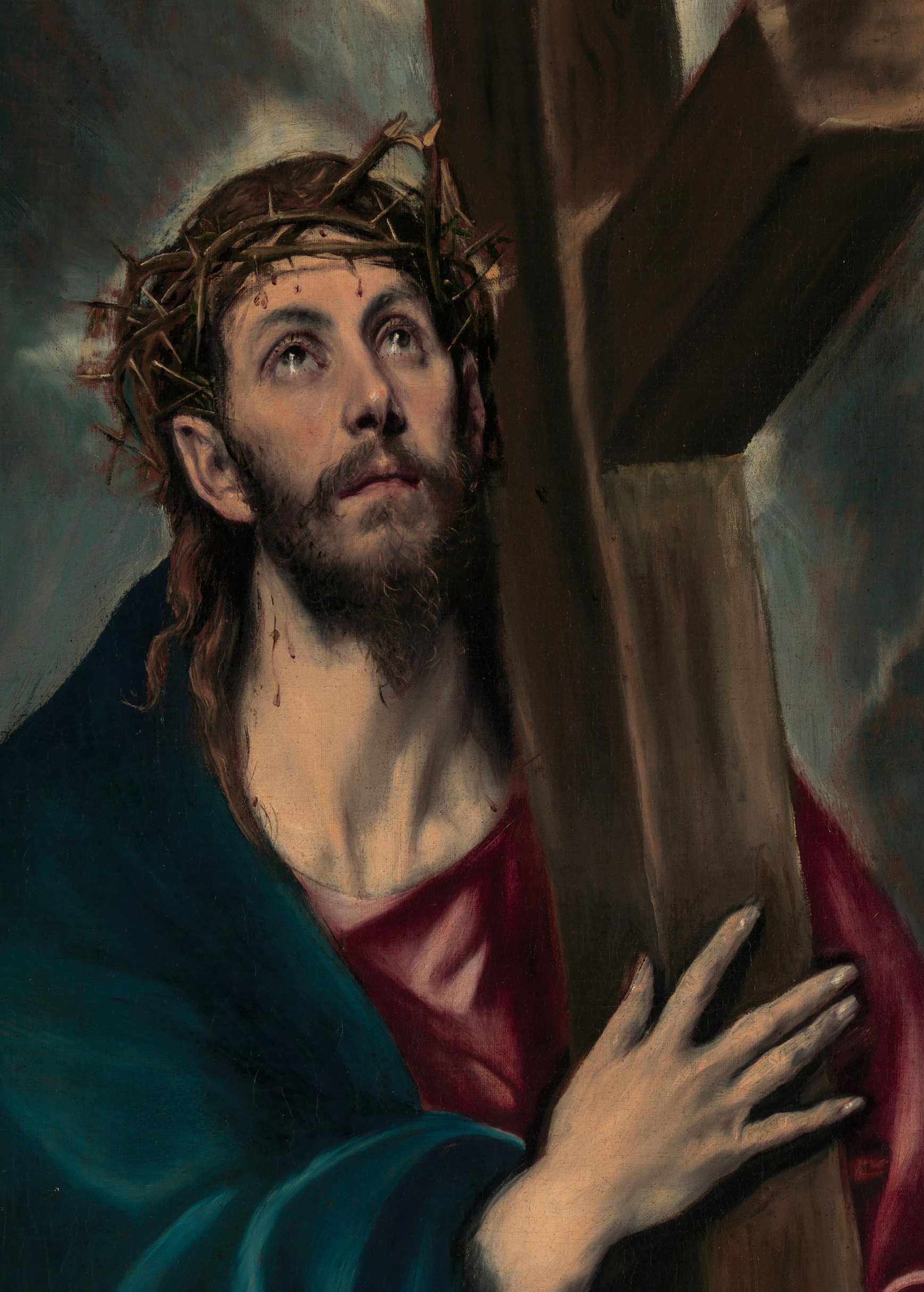
Đức Kitô vác cây Thánh giá, đầu đội mão gai, tranh của El Greco, k. thập niên 1580

Theo Tân Ước, mão gai (tiếng Hy Lạp cổ: στέφανος ἐξ ἀκανθῶν hay ἀκάνθινος στέφανος) là một vòng gai nhọn được quân lính Roma đặt lên đầu Đức Giêsu trong cuộc thương khó của Ngài. Mão gai cũng là một phần trong bộ vũ khí của Đức Kitô – tên gọi chung cho các dụng cụ mà quân lính Roma dùng để gây thương tích và chế nhạo Đức Giêsu, vì Ngài gián tiếp xưng mình là Vua dân Do Thái. Món đồ này được đề cập đến trong các sách Tin Mừng theo tông đồ Mátthêu (27:29), Máccô (15:17) và Gioan (19:2, 19:5), trong sách Tin Mừng theo Tông đồ Phêrô thuộc thứ kinh Tân Ước, và được nhắc đến trong tác phẩm của một số thánh Giáo phụ sơ khai như Clêmentê thành Alexandria, Origênê cùng một số vị khác.

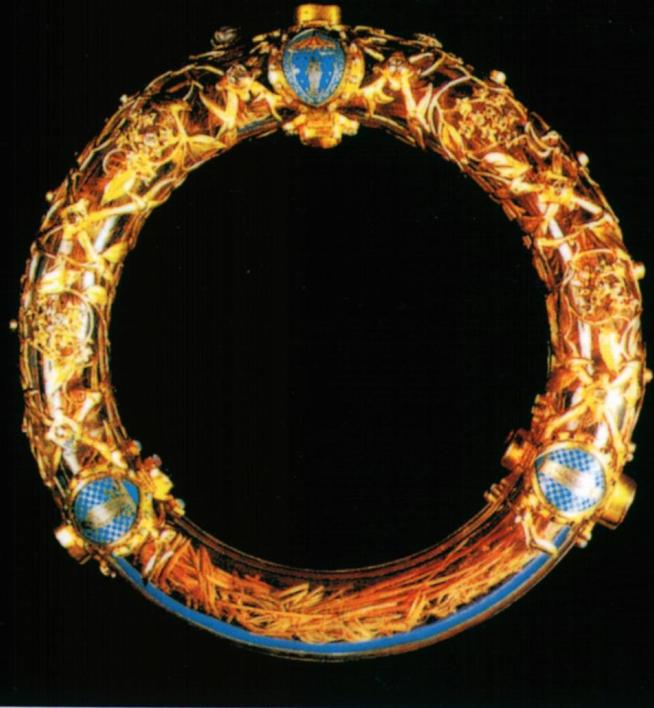
Một thánh tích được cho là mão gai của Chúa Giêsu, được Vua Louis IX của Pháp mua lại từ Hoàng đế Baldwin II.

Một thánh tích được tôn kính như mão gai Chúa Giêsu kể từ khoảng năm 400 CN. Các đời Hoàng đế Latinh gìn giữ thánh tích này trong nhà nguyện của mình. Đến năm 1239, Hoàng đế Latinh đời cuối cùng là Baudouin II đã bán lại thánh tích mão gai cho Vua Louis IX của Pháp để lấy tiền trang trải các khoản nợ phát sinh từ chi phí quân sự quá lớn. Đến sau, Vua Louis IX cho xây Nhà nguyện Sainte-Chapelle và di dời thánh tích mão gai đến thánh đường này để tôn kính. Vào thế kỷ 18, giữa lúc cuộc Cách mạng Pháp đang diễn ra, thánh tích mão gai Chúa Giêsu được chuyển giao cho Thư viện Quốc gia Pháp và kể từ năm 1804 thì được trưng bày tại Nhà thờ chính tòa Đức Bà Paris. Nghi lễ phụng vụ tôn kính mão gai được cử hành tại đây vào ngày thứ Sáu đầu tiên của mỗi tháng. Thánh tích mão gai trước đây được bện từ nhiều cành táo tàu gai, được cố định thành hình vòng tròn, về sau thì được làm bằng cành cây lau sậy. Trong vụ hỏa hoạn Nhà thờ chính tòa Đức Bà Paris, nhằm ngày 15 tháng 4 năm 2019, thánh tích mão gai đã được mang ra ngoài trong tình trạng nguyên vẹn và được lưu giữ tại Viện bảo tàng Louvre. Đến tháng 12 năm 2024, một đoàn rước trọng thể với sự tham dự của đông đảo thành viên Dòng Kỵ sĩ Mộ Thánh đã mang thánh tích mão gai từ Viện bảo tàng về Nhà thờ chính tòa Đức Bà Paris. Kể từ đó, việc phụng vụ tôn kính mão gai tiếp tục được cử hành, cụ thể là từ 15 giờ đến 17 giờ chiều ngày thứ Sáu đầu tiên của mỗi tháng.
Ngoài thánh tích mão gai trên, nhiều thánh tích khác cũng được cho là mão gai nguyên thủy. Tính xác thực của các thánh tích cũng như thực hành tôn kính thánh tích mão gai vấp phải sự chỉ trích từ một số Kitô hữu, trong đó có nhà cải cách tôn giáo Jean Calvin.